# Horská chata Doroťanka
Horská chata Doroťanka se nachází na horském hřbetě, který kopíruje česko-slovenskou státní hranici, severně od vrcholu Čudácka v Moravskoslezských Beskydech. Leží v sídelní lokalitě Vjadačka na území obce Bílá v okrese Frýdek-Místek Moravskoslezského kraje Česka. V chatě je možnost ubytování, když poskytuje 42 lůžek pro 2 až 8 osob, jídelnu a restauraci.

## Historie
Chata byla postavena za 2. světové války jako celní stanice na německo-slovenské hranici.

## Přístup
Chata je přístupná po celý rok:
- po silnici z Klokočova
- po lesní cestě z údolí Černé Ostravice
- po  červené turistické značce z Konečné nebo Bílého Kříže.